# Кірш (напій)
Кірш, Кіршвассер (нім. Kirschwasser; [ˈkɪərʃvɑːsər], UK also [-væsər] ;Німецька: [ˈkɪɐʃvasɐ] ( прослухати) , німецькою "вишнева вода"), або просто нім. Kirsch; Німецька: [kɪʁʃ] ( прослухати)) — прозорий, безбарвний бренді з Німеччини, Швейцарії та Франції, традиційно виготовлений шляхом подвійної дистиляції вишні морелло, темного сорту кислої вишні. Тепер його виготовляють і з інших сортів вишні. Вишні ферментуються повністю, включаючи кісточки . На відміну від вишневих лікерів і вишневих бренді, кіршвассер не солодкий. Іноді його переганяють із ферментованого вишневого соку .

## Споживання
Зазвичай кіршвассер споживають в чистому вигляді. Його традиційно подають охолодженим у дуже маленькій склянці та приймають як аперитив. Це важливий інгредієнт фондю. Люди в німецькомовному регіоні, де він виник, зазвичай подають його після обіду як дижестив.
Кіршвассер використовується в деяких коктейлях, таких як Ladyfinger, Florida і Rose .
Якісний кіршвассер слід подавати близько 16 °C (61 °F), розігрітий руками, як бренді .

## Походження та виробництво

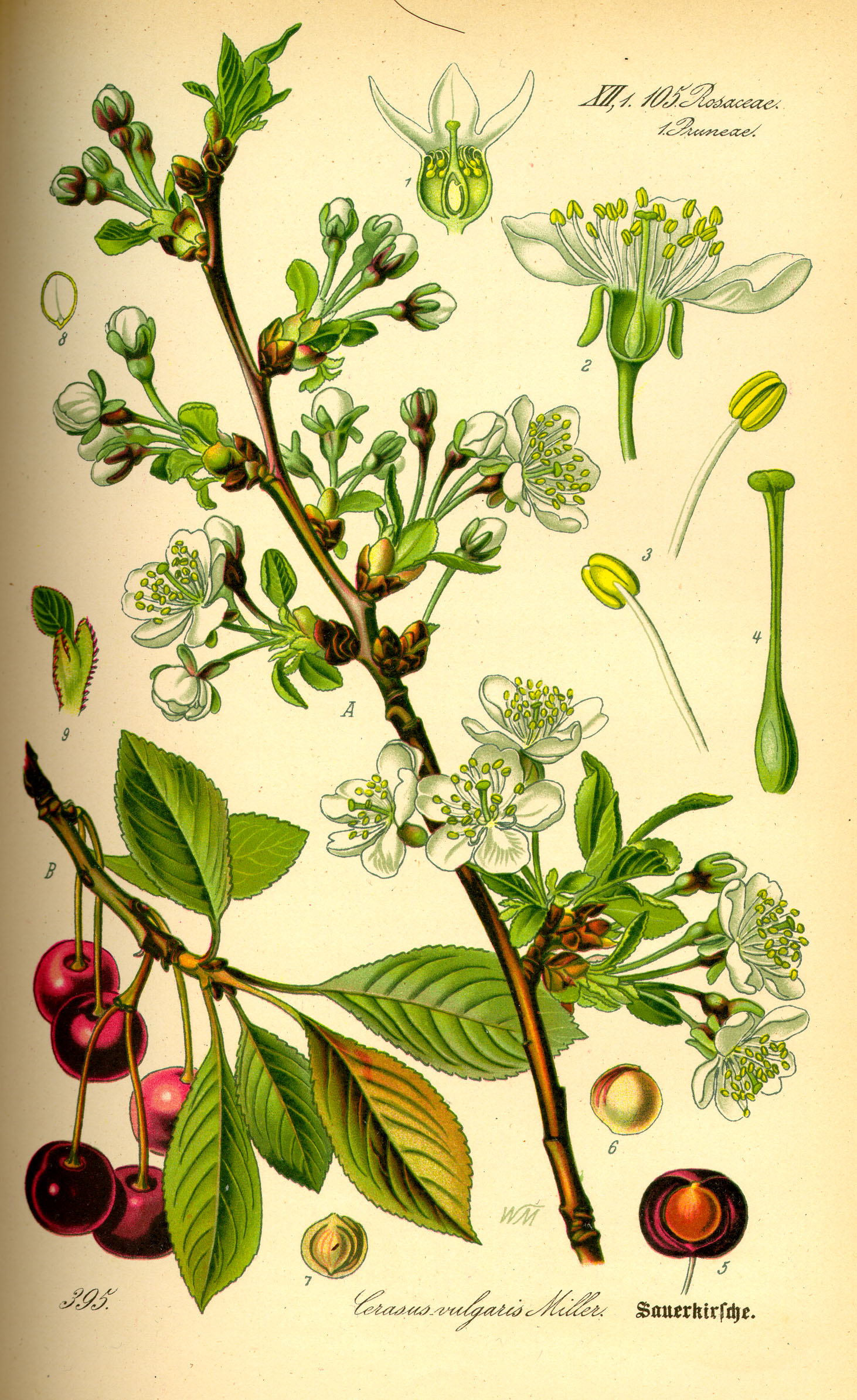
Ілюстрація вишні морелло

Оскільки морелло спочатку вирощували в регіонах Шварцвальду Німеччини, вважається, що кіршвассер походить звідти. Кіршвассер безбарвний, тому що він або не витримується в дереві, або витримується в бочках з ясену. Можливо, він витримувався в покритих парафіном дерев’яних бочках або в глиняних посудинах . Конкурентами у виробництві високоякісного " Кірша " є Швейцарія та Ельзас , останній навіть має Кіршвассер маршрут , та інші німецькомовні регіони виробництва  якісної вишні, такі як Південний Тіроль.
У Франції та в англомовних країнах прозорі фруктові бренді відомі як eau de vie. Європейський Союз встановлює мінімум 37,5% ABV (75 proof) для продуктів такого типу; кіршвасер зазвичай має вміст алкоголю 40–50% ABV (80–100 proof). Приблизно 10 кілограмів вишні йде на виготовлення 750 мл пляшки кіршвассера.
Один французький різновид, Kirsch de Fougerolles  , і два швейцарські види, Zuger Kirsch і Rigi Kirsch, були сертифіковані як найменування захищеного походження(AOP).

## Хімічний склад
Порівняно з бренді чи віскі характерними особливостями кірша є те, що він містить відносно велику кількість вищих спиртів і складних ефірів, а також присутність у цьому спирті невеликих кількостей ціаніду водню, частково як такого, а частково в комбінації як бензальдегід -ціангідрин, завдяки чому значною мірою зумовлений характерний смак кіршу.

## Використання в їжу

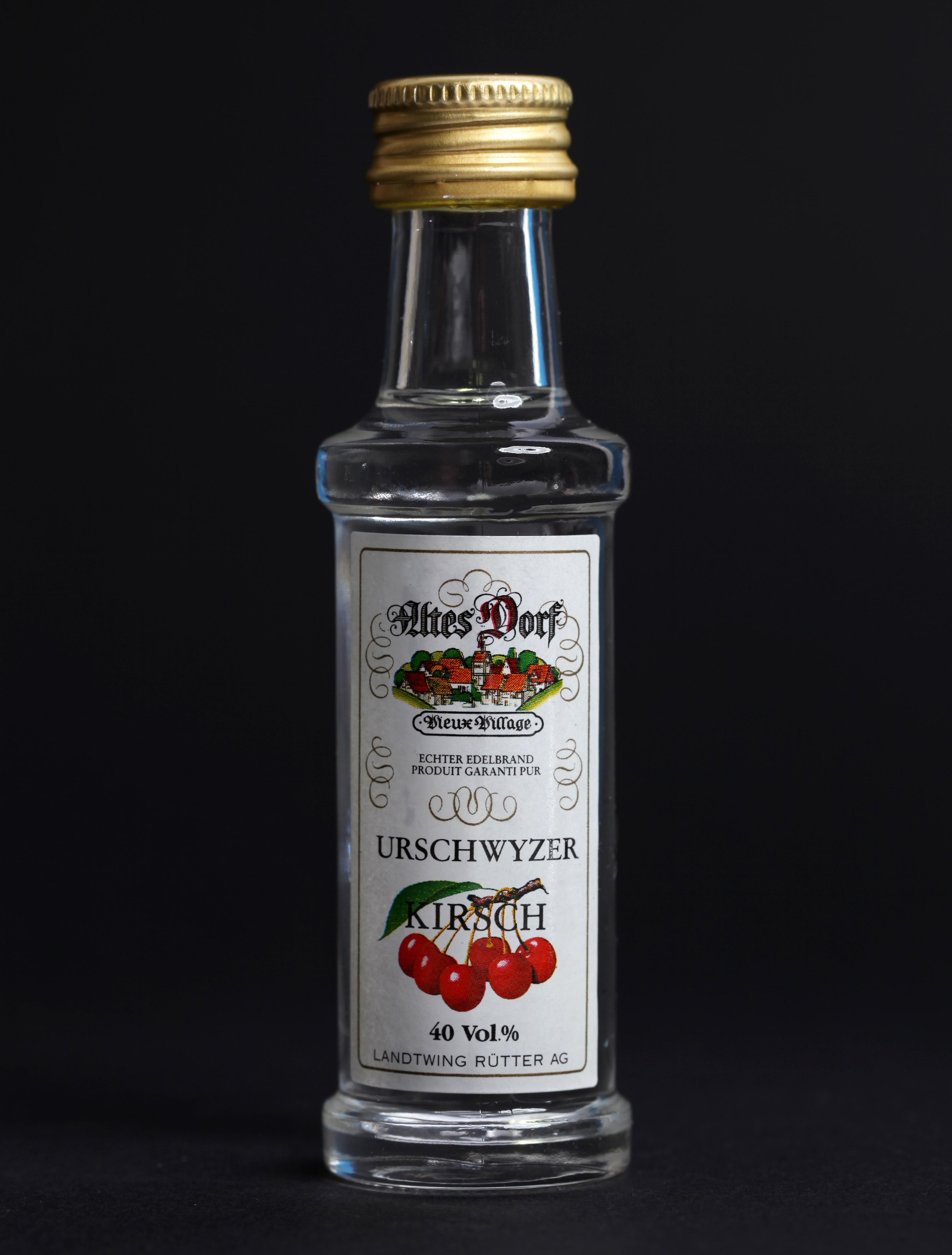
Urschwyzer Kirsch, вироблений у Швейцарії та розлитий у пляшки 40% ABV

Кірш іноді використовується в швейцарському фондю та в деякій випічці , таких як Zuger Kirschtorte чи Basler Läckerli.
Він використовується в традиційному німецькому Торт Шварцвальд (Schwarzwälder Kirschtorte) та в іншій випічці, наприклад у кексі Gugelhupf.
Кірш також можна використовувати для начинки шоколадних цукерок. Типовий кірш-шоколад складається не більше ніж з одного мілілітра кіршу, оточеного молочним або (частіше) темним шоколадом із плівкою твердого цукру між двома частинами. Твердий цукор діє як непроникна оболонка для рідкого вмісту, а також компенсує відсутність солодкості, типової для кіршу. Швейцарські виробники шоколаду Lindt & Sprüngli та Camille Bloch, серед інших, виробляють ці цукерки кірш-шоколад.